# Molophilus stolidus
Molophilus stolidus là một loài ruồi trong họ Limoniidae. Chúng phân bố ở miền Tân bắc.